# Ilha de Moçambique
Die Ilha de Moçambique (deutsch Mosambikinsel) ist eine Insel und zugleich Stadt in Mosambik und Namensgeber des Landes. Sie liegt in der Provinz Nampula. Das Município Ilha de Moçambique hat 54.315 Einwohner (Stand 2005); davon leben ca. 14.000 auf der Insel.

## Geographie
Die schmale Insel hat eine Fläche von 1,5 km² und ist eine Korallenbildung. Eine wenige Kilometer breite Meeresstraße trennt sie vom Festland. Über diese führt heute vom Hafen Lumbo eine 3,8 Kilometer lange, schmale Brücke, die für PKW, jedoch nicht für Busse oder LKW passierbar ist.

## Geschichte
Muslimische Kaufleute aus Sansibar führten hier früher Handel. Die Insel war Bestandteil eines asiatisch-afrikanischen Handelsnetzes.
Vasco da Gama traf 1498 als erster Europäer den Scheich der Insel, Moussa Ben Mbiki, von dem sich der Name Mosambik ableitet. Die Begegnung soll friedlich verlaufen sein. 1506 besetzten die Portugiesen Tristão da Cunha und Afonso de Albuquerque die Stadt.
An der Nordspitze der Insel liegt das Fort São Sebastião, 1508 unter Afonso de Albuquerque mit ungeheurem Geldaufwand erbaut; die Steine kamen nummeriert aus Europa.
Die Stadt hatte früher, namentlich als der Sklavenhandel blühte, eine große Bedeutung. Aufgrund ihrer günstigen geografischen Lage entwickelte sich die Insel zum bedeutendsten Hafen des Landes. Wenige Monate nach der Besetzung löste sie die Stadt Sofala als neuen Verwaltungssitz der Portugiesen in Ostafrika ab, auch wenn die Generalgouverneure weiterhin den Titel eines „Kapitäns von Sofala“ trugen.
Die Stadt war zum Ende des 19. Jahrhunderts Sitz des Generalgouverneurs, eines Bischofs und eines deutschen Konsuls, hatte einen stattlichen Gouverneurspalast, eine Kathedrale, Zollhaus, Arsenal und großartige Faktoreien französischer, Schweizer und deutscher Handelshäuser. Die Straßen wurden damals als eng und winkelig beschrieben. Die Bevölkerung bestand aus 150 Europäern, meist Portugiesen, mehreren hundert Angehörigen der Bania-Kaste, welche den Handel mit Indien in den Händen hielten, einigen Chinesen und Arabern sowie 4000 bis 5000 Makua. Ilha de Moçambique war bis 1898 Hauptstadt der portugiesischen Kolonie Mosambik, wurde dann jedoch durch Lourenço Marques (das heutige Maputo) abgelöst.
Seit dem Verlust der Hauptstadtfunktion verfiel die Stadt zunehmend. Die Folgen des Bürgerkrieges nach dem Abzug der Portugiesen wurden im Stadtbild erkennbar.
Die Insel gehört seit 1991 wegen ihrer Kolonialarchitektur zum UNESCO-Welterbe.

## Galerie

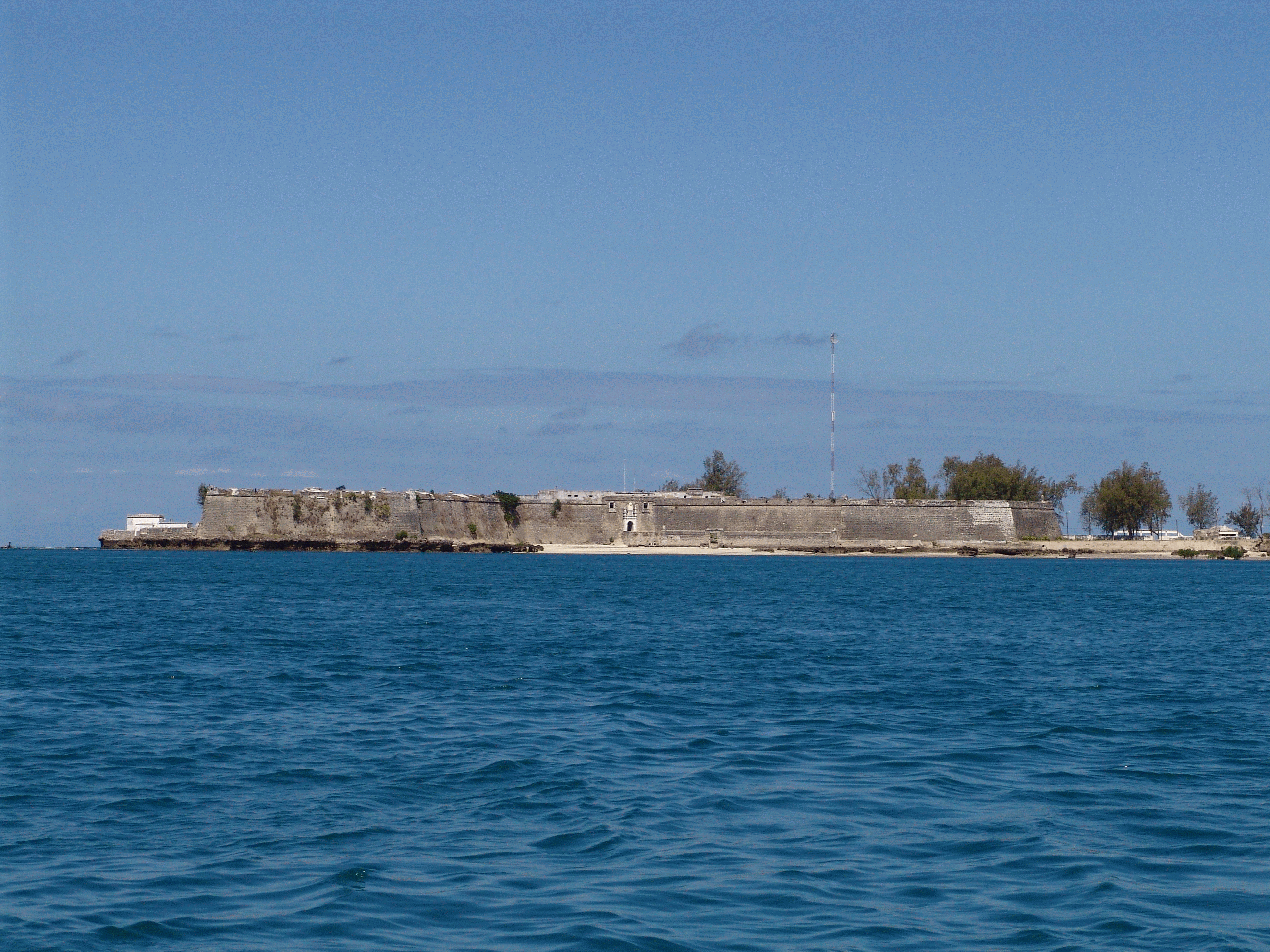
Fort São Sebastião
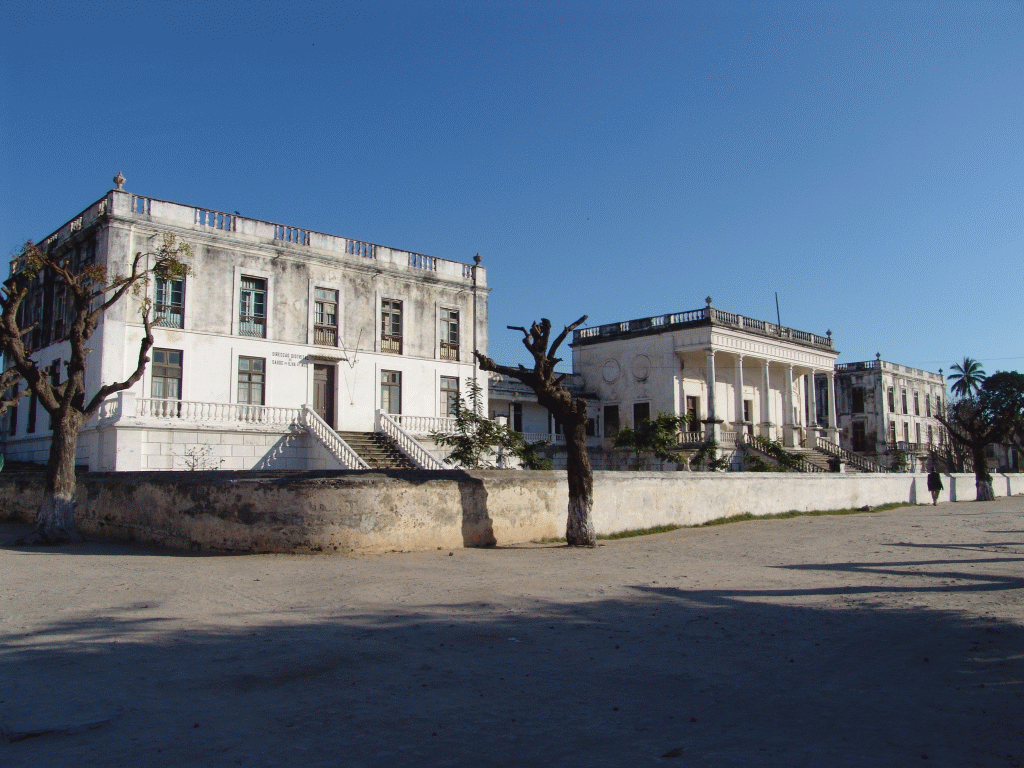
Hospital central aus der Kolonialzeit
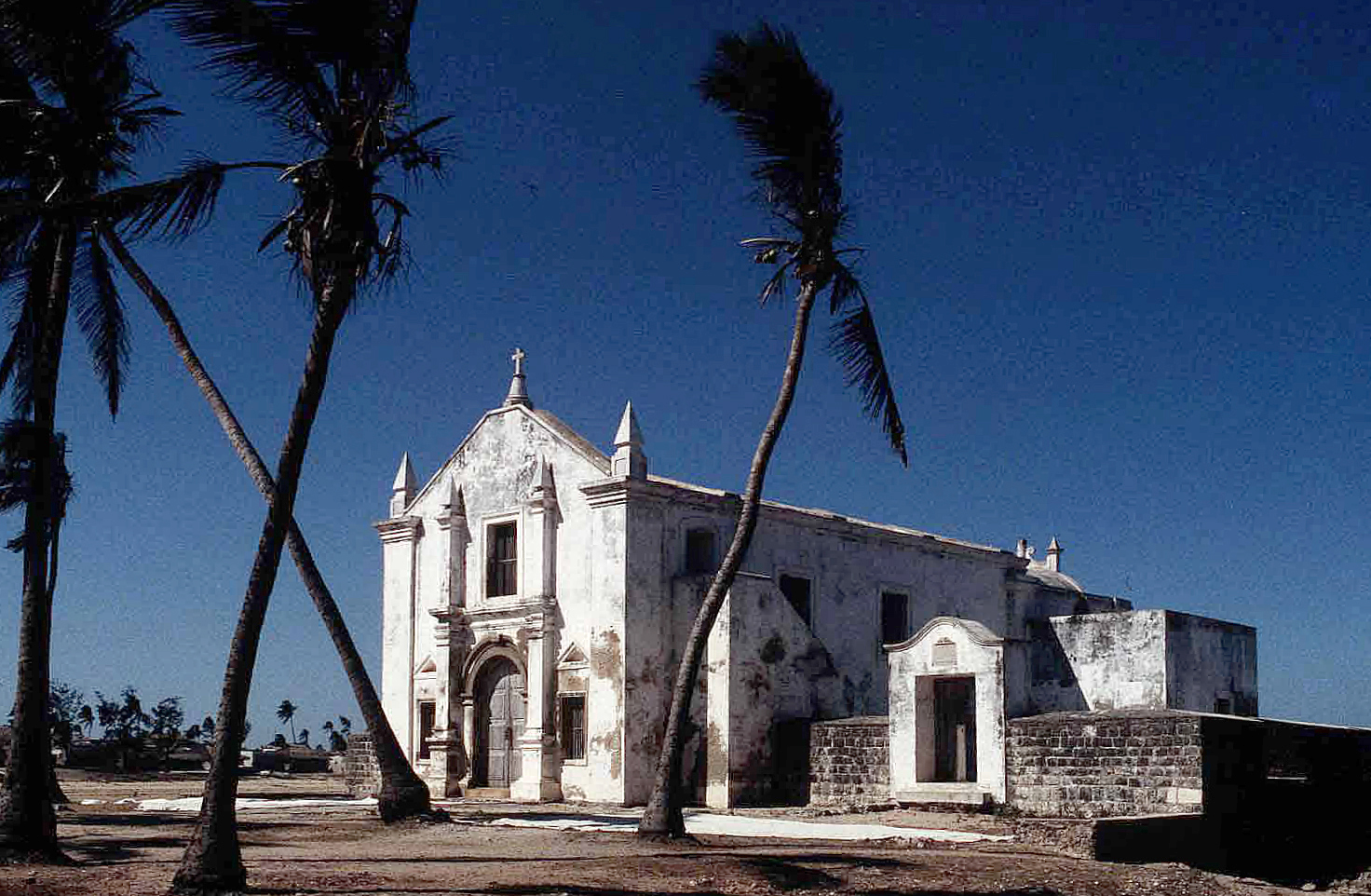
Kirche auf der Ilha de Moçambique
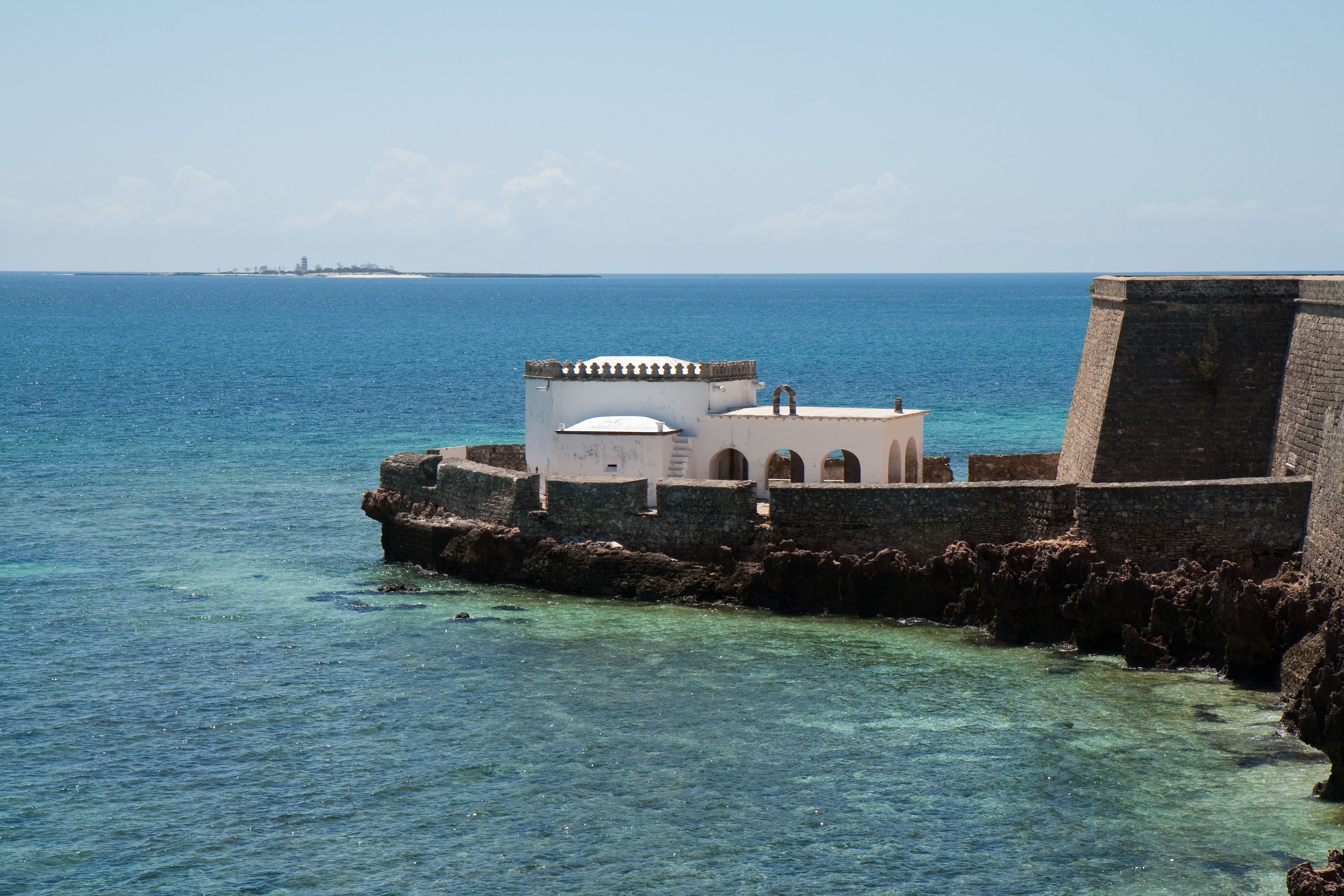
Capela de Nossa Senhora do Baluarte des Forts São Sebastião
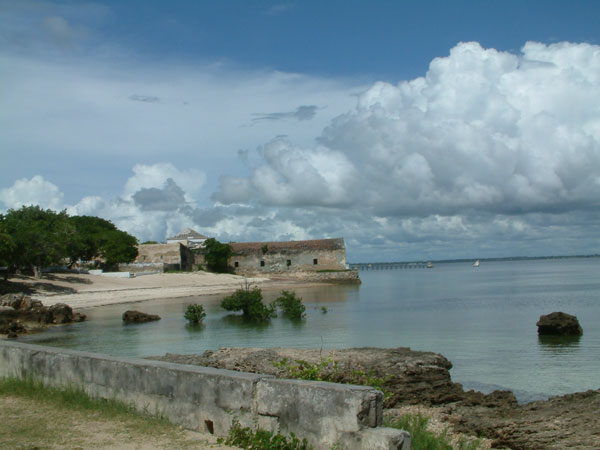
Strand der Ilha de Moçambique
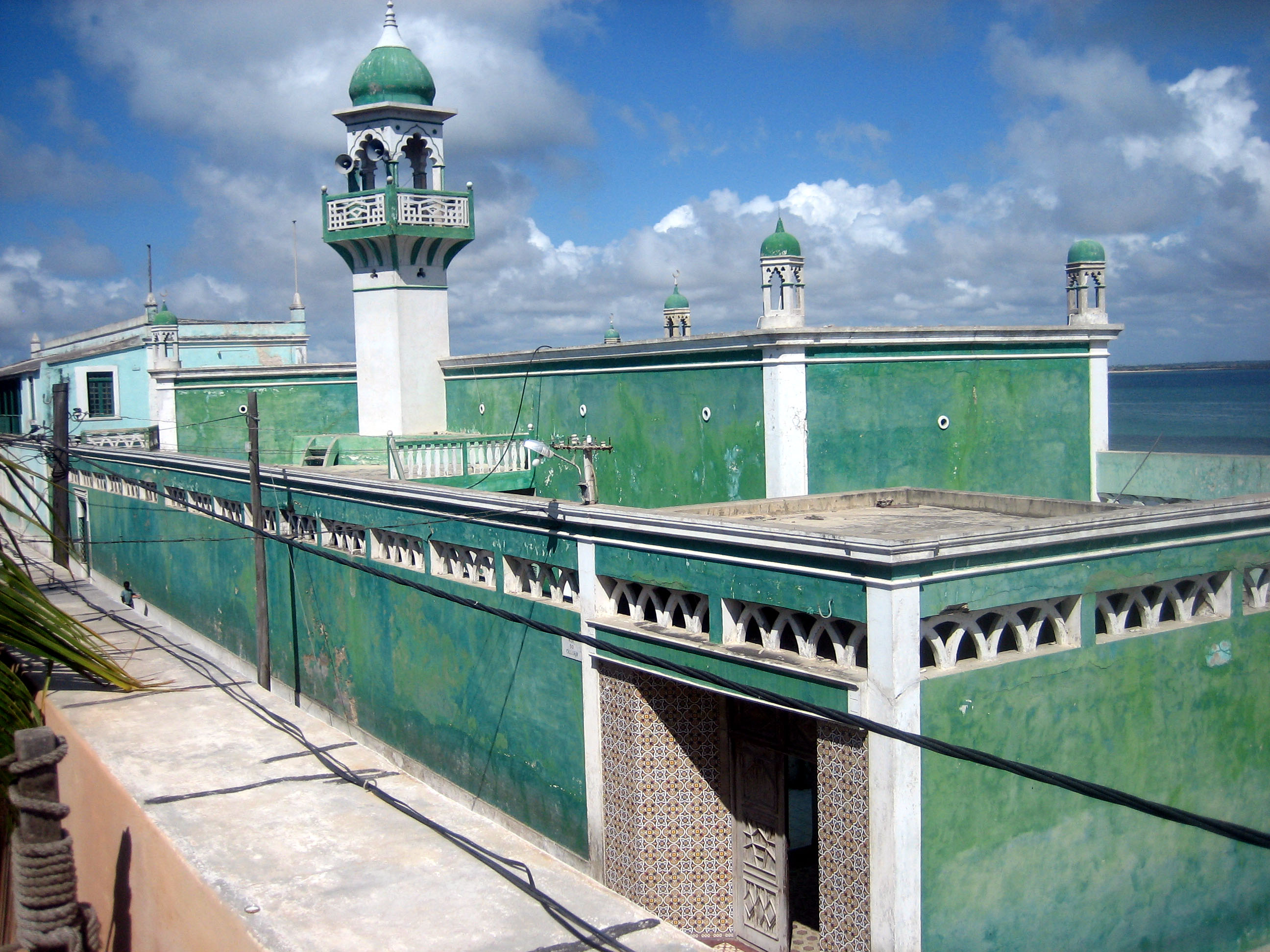
Moschee auf Ilha de Moçambique

## Söhne und Töchter der Stadt
- Campos Oliveira (1847–1911), Dichter, gilt als erster portugiesischsprachiger Schriftsteller Mosambiks
- Orlando Mendes (1916–1990), Schriftsteller
- Lília Momplé (* 1935), Schriftstellerin
- Esperança Bias (* 1958), FRELIMO-Politikerin, Ministerin 2005–2015
- Ossufo Momade (* 1961), General und Politiker (RENAMO)